# 四川裂腹魚
四川裂腹鱼（学名：Schizothorax kozlovi）为輻鰭魚綱鯉形目鲤科的其中一種。分布於亞洲中國四川省，體長可達50公分，可做為食用魚。